# Centrale idroelettrica di San Foca
La centrale idroelettrica di San Foca è un impianto idroelettrico situato nel comune di San Quirino (EDR di Pordenone)

## Storia
La centrale, gemella della Centrale di Villa Rinaldi venne realizzata dalla SADE tra il 1952 e il 1953 in cemento, e successivamente rivestita in clinker.
Costruita per poter ospitare due gruppi generatori, rimase in realtà per oltre un trentennio con un solo gruppo generatore, fino al 1985, quando, insieme al raddoppio della Centrale di Villa Rinaldi e alla centrale di Barcis, fu installato un altro gruppo generatore, di potenza diversa.
Sfrutta l'acqua scaricata dalla centrale di San Leonardo, mentre in cascata è stata costruita la centrale di Villa Rinaldi.

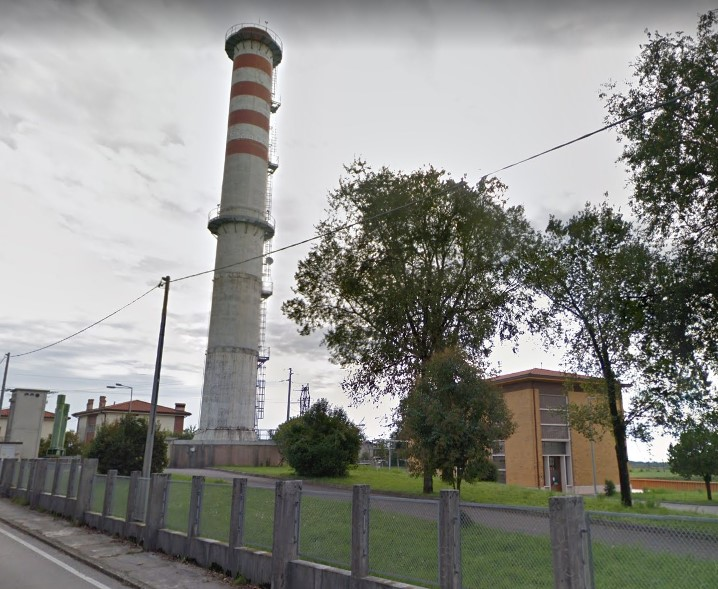
la centrale. Si noti la torre piezometrica

## Macchinario installato
La centrale è dotata di due gruppi generatori, collegati a due turbine di tipo Francis. Inoltre, per prevenire i cosiddetti colpi d'ariete, ha, sul retro, costruita una torre piezometrica, oltre agli scarichi sincroni che, in caso di blocco dei gruppi deviano l'acqua dalla turbina in una condotta diversa.